# جو هايز (كاتب)
جو هايز (بالإنجليزية: Joe Hayes)‏ هو كاتب للأطفال وكاتب أمريكي، ولد في 12 نوفمبر 1945 في بنسيلفانيا في الولايات المتحدة.